# Project Runway Latin America
Project Runway Latin America es un reality show latinoamericano de la productora Turner Latin America para el canal de televisión Fashion TV Latin America. Los participantes compiten entre sí para crear un vestido que puede llevarlos a pasar a la siguiente ronda o a ser eliminados del show, el mejor diseño es premiado y en algunas ocasiones otorga inmunidad para el siguiente desafío. Es una versión de Project Runway, reality show estadounidense.
Cada desafío tiene un tema específico el cual es informado por la conductora Rebecca de Alba o por el mentor, el diseñador argentino Mariano Toledo.

## Formato
Project Runway Latin America usa un formato de eliminaciones semanales hasta reducir a los participantes a un número de 3 antes del desafío final. Cada uno de los desafíos semanales exige la presentación de un diseño de una o varias piezas para mostrarlos en la pasarela frente al jurado calificador conformado por personalidades latinas del mundo de la moda.
Rebecca de Alba es la conductora del programa, forma parte del jurado calificador y presenta las intervenciones en pasarela de los diseñadores participantes.
El diseñador venezolano Ángel Sánchez y la periodista y productora de moda argentina Claudia Pandolfo, son los jurados acompañantes de Rebecca de Alba. En la segunda temporada Claudia Pandolfo fue reemplazada por la colombiana Monica Fonseca.
Mariano Toledo, diseñador argentino, actúa como mentor o guía de los participantes y no forma parte del jurado calificador.
En 2012 se decide suspender la realización de su tercera temporada, esta recién sería producida y emitida en 2013.

## Primera temporada
La primera temporada se estrenó el 20 de septiembre de 2010 por el canal Fashion TV Latin America, cuenta con 15 participantes provenientes de diferentes países de Latinoamérica como México, Nicaragua, Colombia, Venezuela, Brasil, Chile y Argentina. Las grabaciones se realizaron en la ciudad argentina de Buenos Aires. El ganador de esta es el colombiano Jorge Duque.
Oscar Madrazo participó en dos episodios de la primera temporada del programa “Project Runway Latinoamérica” y como jurado invitado en la gran final.

## Segunda temporada
La segunda temporada se estrenó el 5 de septiembre de 2011 por el canal Glitz* Latin America, cuenta con 14 participantes provenientes de diferentes países de Latinoamérica como Argentina, Chile, Colombia, México. Puerto Rico, Uruguay y Venezuela. Las grabaciones se realizaron en la ciudad estadounidense de Miami, Florida. 
El 5 de diciembre de 2011 se emitió el último capítulo donde la ganadora es la chilena Karyn Coo Muller.

## Tercera temporada
La tercera temporada de Project Runway Latin America se estrenó el 2 de septiembre de 2013 por el canal de televisión Glitz*, con locación en la Ciudad de México. Cuenta con la participación de 16 diseñadores provenientes de Argentina, Bolivia, Brasil, Chile, Colombia, El Salvador, México y Venezuela. Este programa es conducido por Eglantina Zingg, quien a su vez es jurado junto con el diseñador venezolano Ángel Sánchez y Ariadne Grant. Los diseñadores son guiados por el diseñador colombiano Jorge Duque ganador de la primera temporada de Project Runway Latin America. Cada episodio dura 60 minutos, con comerciales, y presenta un desafío de diseño y confección a los participantes, cuya valoración por los jurados puede destacarlos hasta otorgarles inmunidad para el siguiente desafío o puede llevarlos a salir de la competencia.
El 2 de diciembre de 2013 se anunció como ganador al chileno, Matías Hernán.